# Lettera Q (album)
Lettera Q è l'ottavo album in studio del rapper italiano Nayt, pubblicato il 22 novembre 2024 dalle etichette VNT1 e Columbia.

## Descrizione
Il progetto apre un nuovo arco e mantiene il filone aperto nei precedenti tre album, un tema ricorrente ad esempio è il rapporto sociale spesso trattato dal rapper. L'album tratta anche della società femminile, un brano dedicatogli è la traccia Di abbattere le mura (18 Donne) (dove tributa donne come Ilaria Cucchi, Liliana Segre, Michela Murgia, Chiara Valerio, Alda Merini, Giulia Cecchettin ecc...), essa era anche già stata accennata nel singolo Solo domande del disco Habitat, e l'identità generazionale. I suoni si mantengono sempre sul conscious rap, tornando anche al rap più meccanico nella traccia La grande fuga.
Uno degli altri temi sottintesi inseriti del rapper è quello della cultura, ripresa molto spesso nei testi del disco, ed è uno dei temi già accennati anche nei precedenti album dell'artista, come nel singolo La mia noia contenuto nel disco Doom.

## Antefatti
Il disco è stato annunciato a fine ottobre, ed è stato anticipato dal singolo Certe bugie pubblicato due settimane prima del disco.
Dal disco è stato estratto anche il brano Non è fortuna.

## Tracce
Testi di William Mezzanotte, eccetto dove indicato.
1. Il debito – 3:37 (musica: William Mezzanotte, Davide "3D" D'Onofrio, Walter "Wibe" Babbini)
2. Non è fortuna – 2:57 (musica: Nayt, 3D, Emanuele "23 TheMiracle" Maracchioni)
3. Certe bugie – 3:06 (musica: 3D, Wibe)
4. Di abbattere le mura (18 Donne) – 3:35 (musica: Nayt, 3D, 23 TheMiracle)
5. Se corri (feat. Ernia) – 3:17 (testo: William Mezzanotte, Matteo Professione – musica: Nayt, 3D, 23 TheMiracle)
6. La grande fuga – 3:30 (musica: Nayt, 3D, 23 TheMiracle)
7. Ieri – 2:27 (musica: Nayt, 3D, Wibe)
8. Bad vibes – 2:48 (musica: Nayt, 3D, Wibe, 23 TheMiracle)
9. Monalisa (feat. Scozia) – 2:23 (testo: William Mezzanotte, Carol Cirignaco – musica: Nayt, 3D, 23 TheMiracle)
10. Serie TV – 3:06 (musica: Nayt, 3D, 23 TheMiracle)
11. Un'altra strada – 2:50 (musica: Nayt, 3D, Wibe)
12. Poter scegliere – 2:20 (musica: Nayt, 3D, Wibe)

Note
- Nel singolo Monalisa, il rapper Nayt sebbene sia accreditato come artista principale in featuring con la cantante Scozia, non partecipa vocalmente alla canzone. Infatti, Nayt non canta né rappa, mentre l'intera esecuzione vocale è a cura di Scozia.

## Classifiche
| Classifica (2024) | Posizione massima |
| ----------------- | ----------------- |
| Italia            | 2                 |